# Капелла Святого Георгия (Виндзорский замок)
Капелла Святого Георгия (англ. St George’s Chapel) — капелла, построенная в готическом стиле. Расположена в нижнем дворе Виндзорского замка, графство Беркшир, Англия. Виндзор, главный замок Англии, является основной резиденцией монарха. Замковая капелла находится под прямой юрисдикцией монарха и является храмом конгрегации Ордена Подвязки. Замковая капелла была заложена в XIV веке королём Эдуардом III и значительно расширена в конце XV века. Является местом проведения многих придворных церковных служб, свадеб и похорон.
Управление капеллой является обязанностью декана и каноников Виндзора, которые составляют коллегиату Святого Георгия.

## История

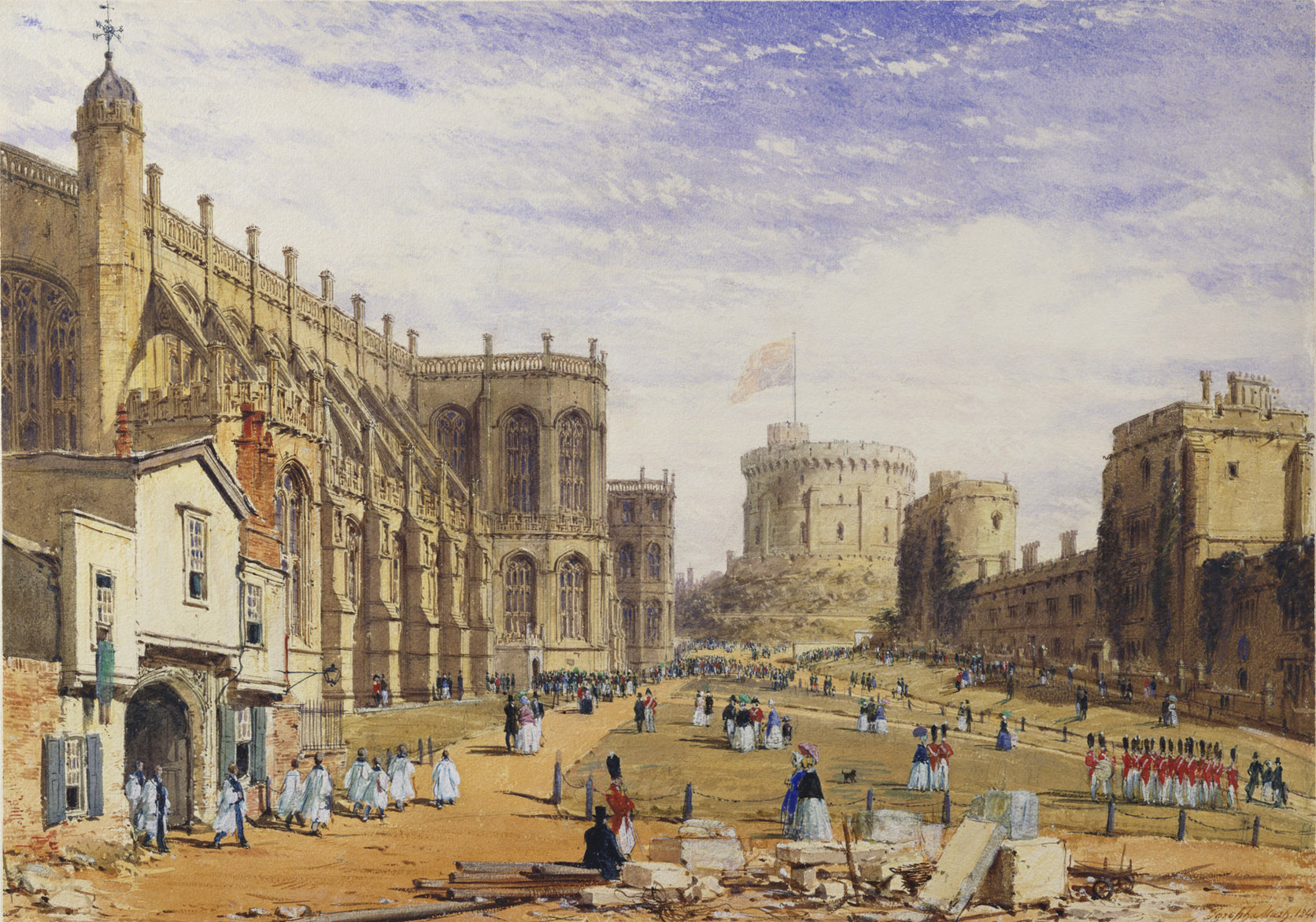
Капелла Святого Георгия (слева) в Виндзорском замке в 1848 году; на изображении отсутствуют геральдические символы королевы на пинаклях (с того времени они были заменены)

В 1348 году король Эдуард III основал два религиозных колледжа: Святого Стефана в Вестминстере и Святого Георгия в Виндзоре. Новый колледж в Виндзоре был пристроен к капелле Святого Эдуарда Исповедника, которая была построена Генрихом III в начале XIII века. Затем капелла была заново посвящена Пресвятой Деве Марии, Георгию Победоносцу и Эдуарду Исповеднику, но вскоре стала известна только по посвящению Святому Георгию. В 1353—1354 годах Эдуард III также построил портик, который использовался как вход в новый колледж.

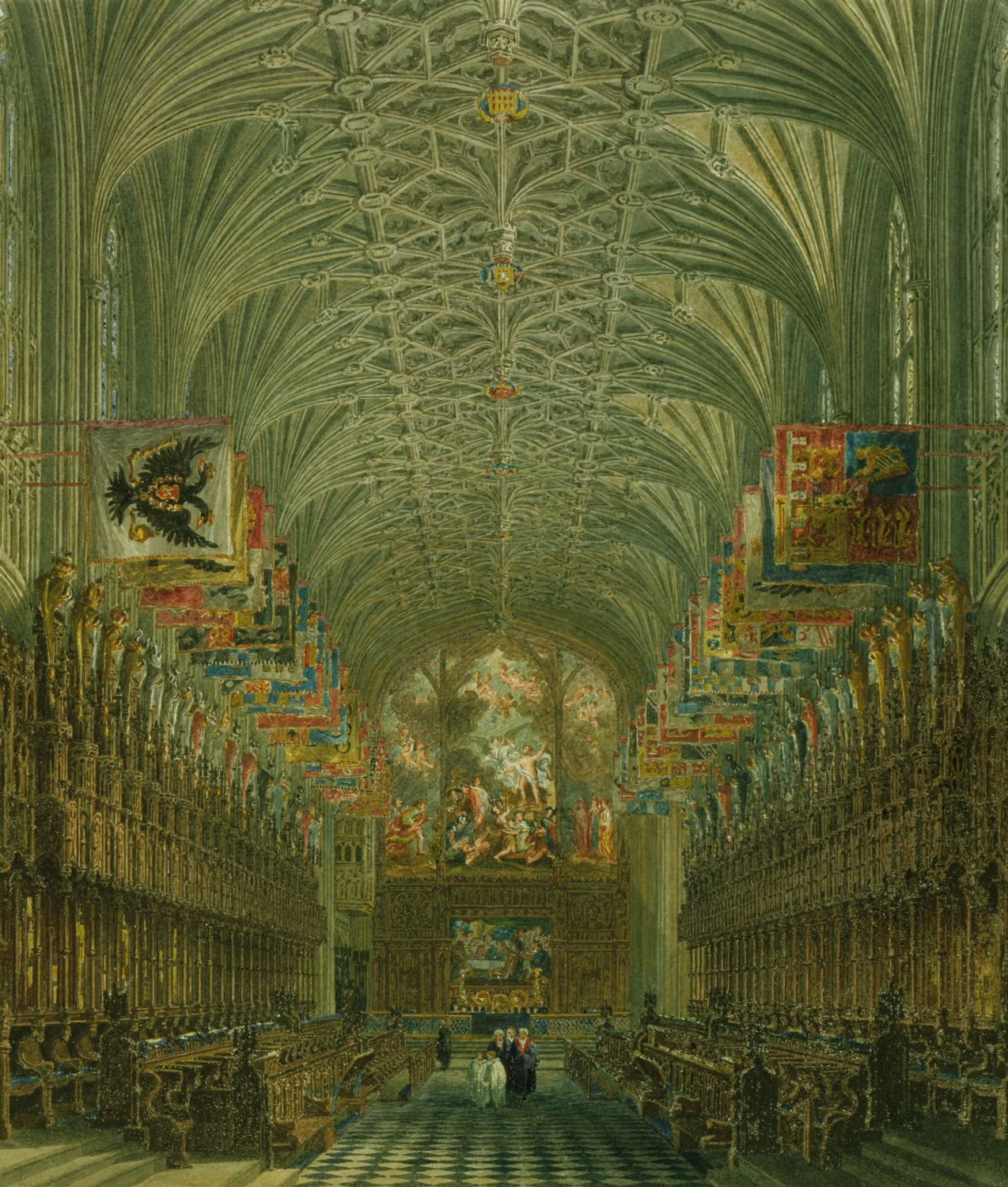
Хор Капеллы Святого Георгия, украшенный знамёнами кавалеров Ордена Подвязки (из книги Уильяма Генри Пайна «Королевские резиденции», 1818 год)

Капелла Святого Георгия стала храмом Ордена Подвязки. Специальная служба всё так же проводится в капелле ежедневно, и в ней принимают участие члены Ордена. Их геральдические знамёна помещены над верхними галереями хора, где кавалерам и дамам Ордена пожизненно предоставляются места.

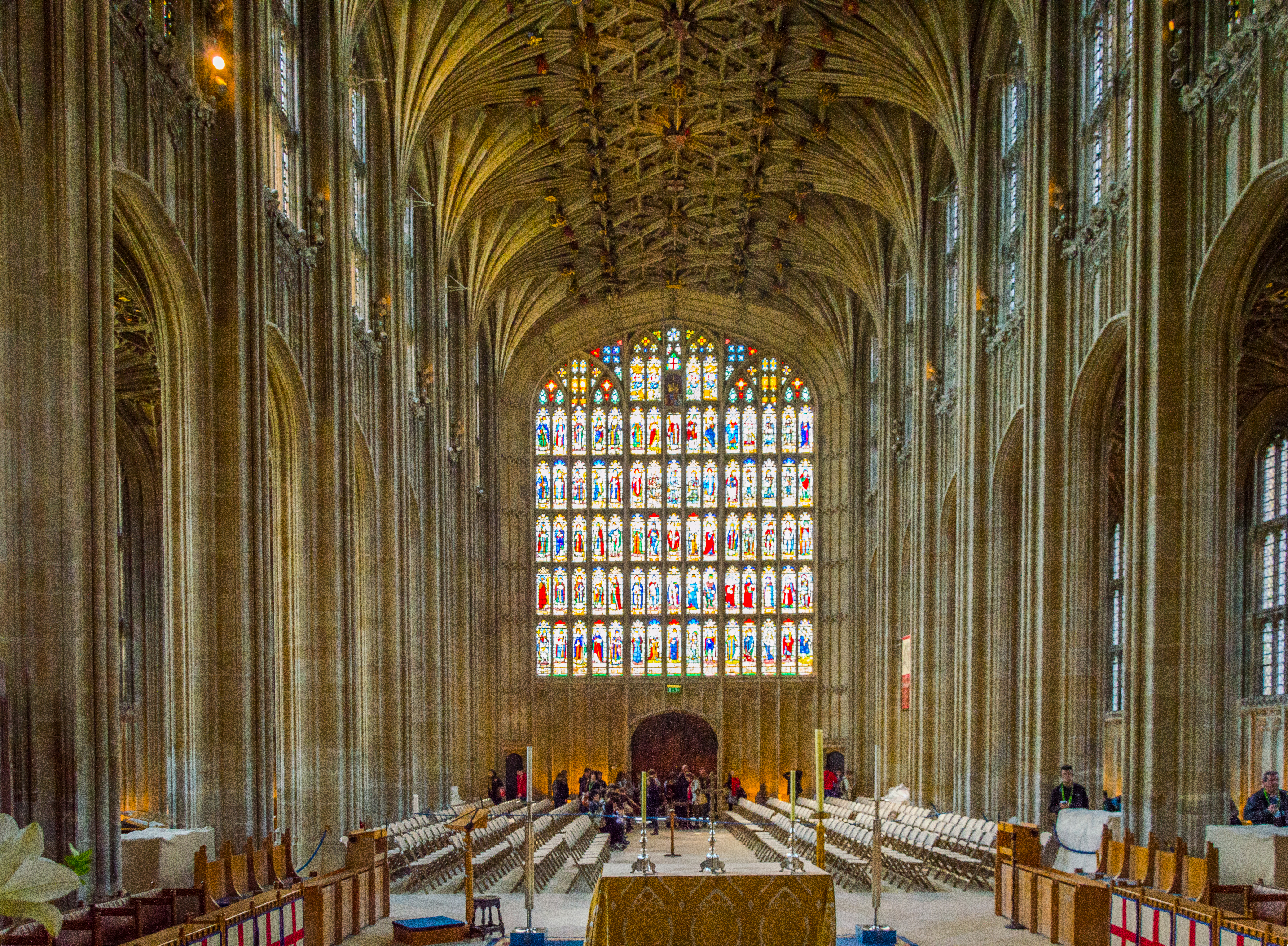
Современный интерьер капеллы

В 1475—1528 годах Капелла Святого Георгия была почти полностью перестроена. Реконструкцию начали при короле Эдуарде IV и продолжили при Генрихе VII (под руководством его самого уважаемого советника сэра Реджинальда Брея (позднее канцлера герцогства Ланкастерского), завершали в правление Генриха VIII. Капелла Святого Эдуарда Исповедника XIII века была увеличена до размеров храма под руководством Ричарда Бичема, епископа Солсберийского и мастера-каменщика Генри Джанинса. Было также возведено здание монастыря, чтобы разместить 45 новых служащих: 16 викариев, дьякона-евангелика, 13 клерков-мирян, двух клерков-эпистоляриев и 13 хористов. Хор капеллы Святого Георгия существует и по сей день и насчитывает 20 человек. Хористы являются студентами школы-пансиона Святого Георгия в Виндзорском замке. На протяжении семестра они каждое утро посещают капеллу и практикуются в хоровом пении.
Капелла Святого Георгия была популярным местом посещения паломников в период позднего Средневековья, поскольку считалось[кем?], что в ней находится несколько важных захоронений (в том числе Генриха VI) и фрагмент Истинного Креста, который хранился в реликварии. Крест вместе с другими священными реликвиями оказался у Эдуарда II после завоевания валлийских территорий.
Капелла сильно пострадала во время гражданской войны в Англии. Сторонники Парламента ворвались в капеллу и разграбили сокровищницу 23 октября 1642 года. Дальнейшее разграбление произошло в 1643 году, когда был разрушен дом каноников XV века, с крыши капеллы был снят свинец, а элементы незаконченного памятника Генриха VIII были похищены. После казни Карла I в 1649 году свергнутого короля похоронили в небольшом склепе в центре хора в Капелле Святого Георгия, в котором также находились гробницы Генриха VIII и Джейн Сеймур. После Реставрации Стюартов Капелла Святого Георгия была восстановлена.
Царствование королевы Виктории ознаменовалось дальнейшими изменениями в устройстве капеллы. Восточная часть хора была перестроена в память о принце Альберте. Было завершено строительство Капеллы Богоматери, заброшенной Генрихом VII. Также под этой капеллой было закончено сооружение королевской крипты. В западной части здания были добавлены ступени и открыт парадный вход.
В XXI веке Капелла Святого Георгия может вместить 800 человек для проведения служб и специальных мероприятий.

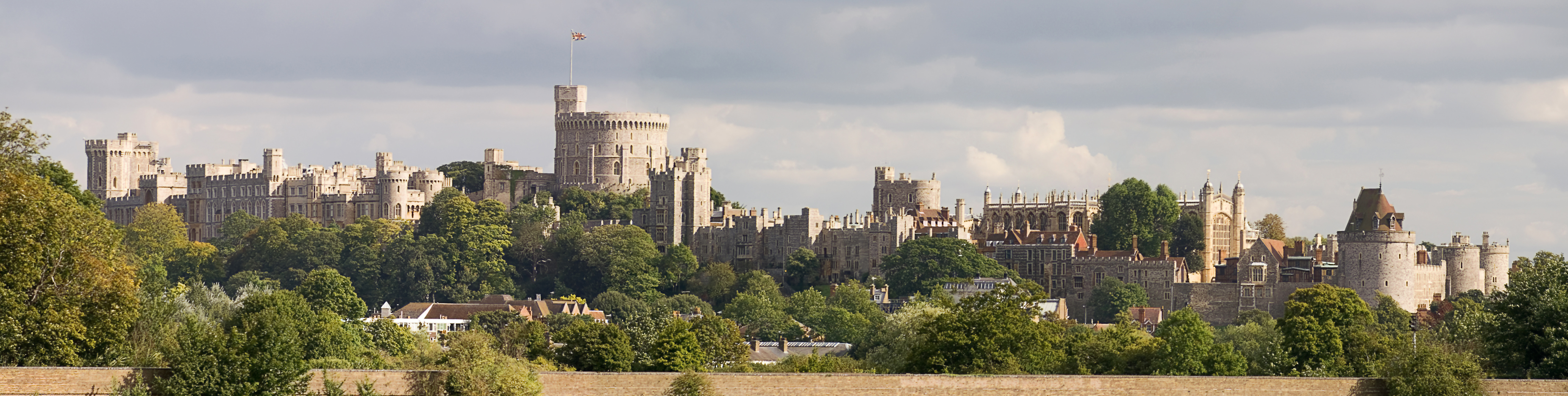
Панорама Виндзорского замка со стороны реки Темзы. Капелла Святого Георгия находится в нижнем дворе с правой стороны

### «Звери королевы»

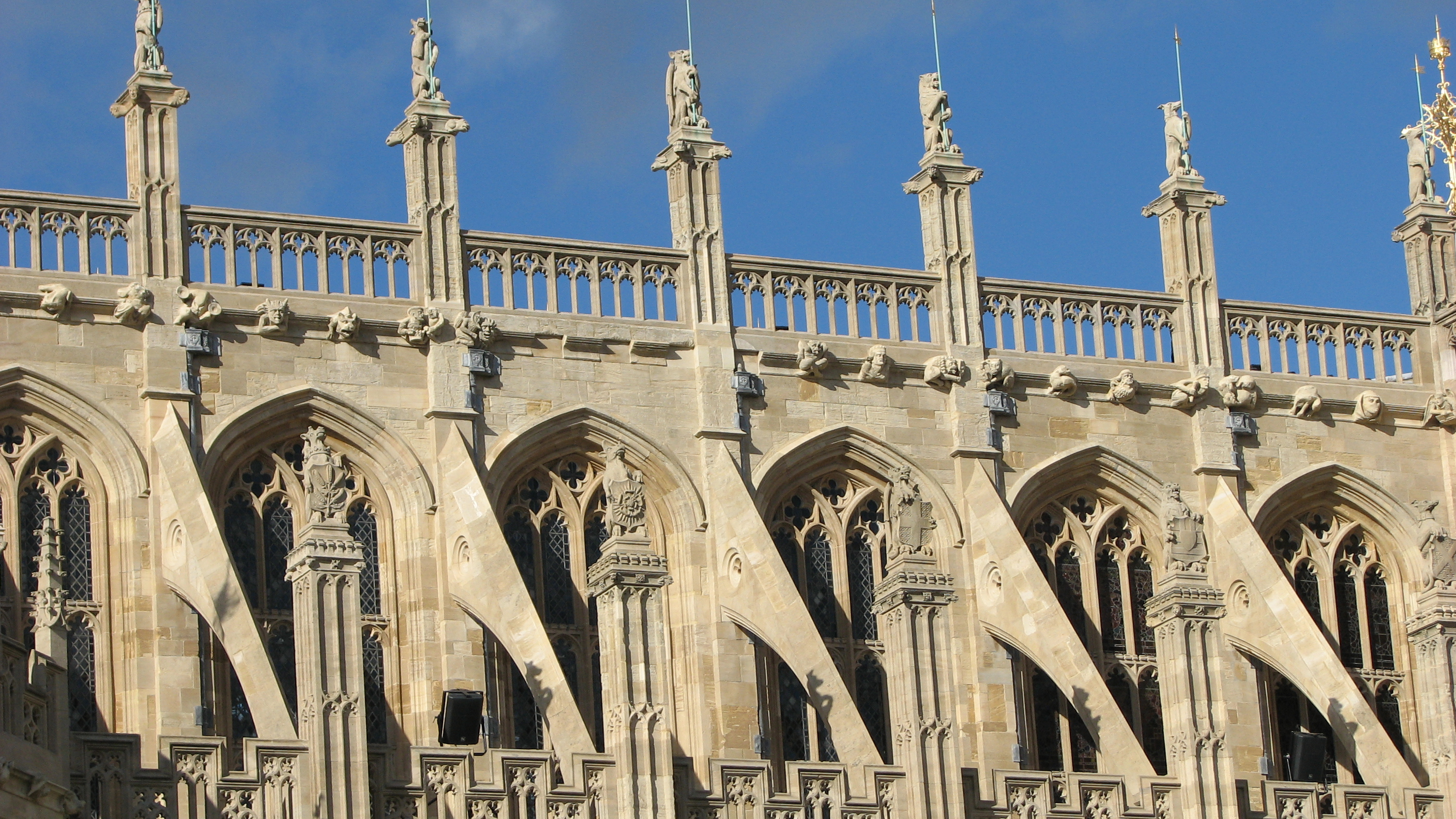
Звери королевы на пинаклях

На крыше капеллы, на навершиях пинаклей, а также на боковых рёбрах пинаклей, находятся 76 геральдических скульптурных фигур, представляющих «Зверей королевы», королевских щитодержателей герба Англии. Они представляют 14 геральдических животных: лев Англии, красный дракон Уэльса, пантера Джейн Сеймур, сокол Йорков, чёрный бык Кларенсов, йейл Бофортов, белый лев Мортимеров, борзая Ричмондов, белый олень Ричарда II, серебряная антилопа Богунов, чёрный дракон Ольстеров, белый лебедь Херефорда, единорог Эдуарда III и золотая лань Кента.
Оригинальные скульптуры датируются XVI веком, но они были убраны в 1682 году по совету архитектора, сэра Кристофера Рена. Рену не нравился райгитский камень, известняковый песчаник, из которого они были сделаны. Нынешние скульптуры датируются 1925 годом, когда капелла была восстановлена.

## Бракосочетания, происходившие в Капелле Святого Георгия

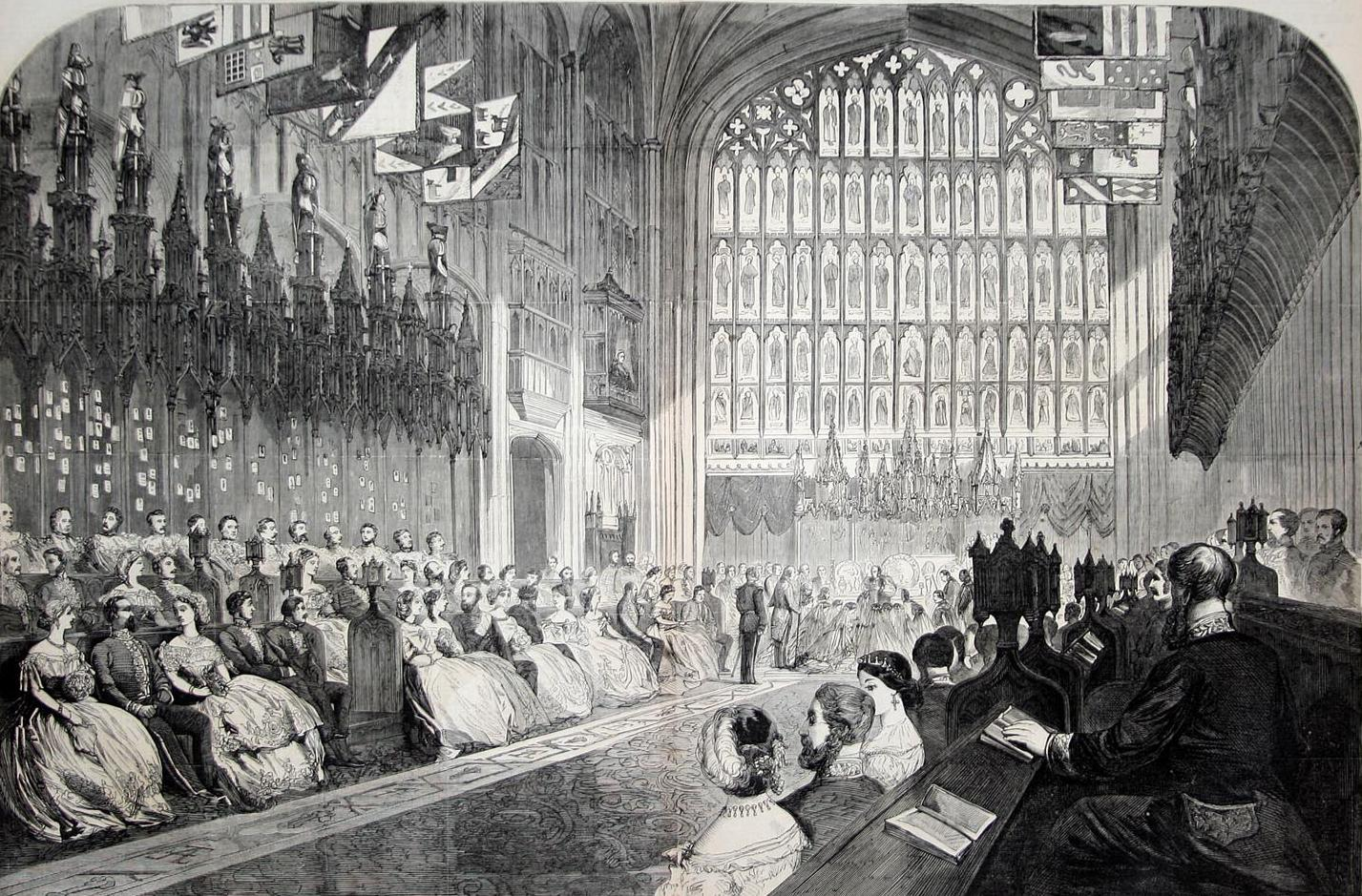
Свадьба принца Уэльского и принцессы Александры Датской. 1863 год

- Эдуард, принц Уэльский, и принцесса Александра Датская в 1863 году (позже король Эдуард VII и королева Александра соответственно)
- Принцесса Елена Великобританская и принц Кристиан Шлезвиг-Гольштейнский в 1866 году
- Принцесса Луиза Великобританская и маркиз Лорн (позже герцог Аргайл) в 1871 году
- Принц Артур, герцог Коннаутский и Стратернский и принцесса Луиза Маргарита Прусская в 1879 году
- Принцесса Фридерика Ганноверская и барон Альфонс фон Павел-Рамминген в 1880 году
- Принц Леопольд, герцог Олбани, и принцесса Елена Вальдек-Пирмонтская в 1882 году
- Принцесса Мария Луиза Шлезвиг-Гольштейнская и принц Ариберт Ангальтский в 1891 году
- Принцесса Алиса Олбани и принц Александр Текский (позже граф Атлон) в 1904 году
- Принцесса Маргарита Коннаутская и принц Густав Адольф Шведский (позже король Швеции) в 1905 году
- Леди Хелен Кембридж (дочь 1-го маркиза Кембриджского) и майор Джон Гиббс в 1919 году
- Леди Хелен Виндзор и Тимоти Тейлор в 1992 году
- Принц Эдвард, граф Уэссекский, и Софи Рис-Джонс в 1999 году
- Союз Чарльза, принца Уэльского, и Камиллы Паркер-Боулз был благословлён архиепископом Кентерберийским в 2005 году
- Питер Филлипс и Отем Келли в 2008 году
- Принц Гарри, герцог Сассекский, и Меган Маркл в 2018 году[5]
- Принцесса Евгения Йоркская и Джек Бруксбэнк в 2018 году
- Леди Габриэлла Виндзор и Томас Кингстон в 2019 году

## Захоронения
В капелле погребены многие королевские особы:
Алтарь
- Джордж Плантагенет, 1-й герцог Бедфорд, 22 марта 1479 года
- Мария Йоркская, в 1482 году
- Эдуард IV, король Англии (1461—1470; 1471—1483), в 1483 году
- Генрих VI, король Англии (1422—1461; 1470—1471), перезахоронен из аббатства Чертси в 1484 году
- гробы двух неидентифицированных детей, предположительно принцев в Тауэре
- Елизавета Вудвилл, супруга Эдуарда IV (1464—1483), 12 июня 1492 года
- принцесса Луиза Саксен-Веймарская (племянница королевы Аделаиды), в 1832 году
- Эдуард VII, король Великобритании (1901—1910), 20 мая 1910 года
- Александра Датская, супруга Эдуарда VII (1863—1910), 28 ноября 1925 года

Хор
- Джейн Сеймур, королева Англии, в 1537 году
- Генрих VIII, король Англии и Ирландии, в 1547 году
- Карл I, король Англии, Шотландии и Ирландии, в 1649 году
- мертворождённый сын королевы Анны (последний монарх из династии Стюартов), в 1698 году

Королевская крипта
- Принцесса Амелия Великобританская, в 1810 году
- Принцесса Августа, герцогиня Брауншвейг-Вольфенбюттельская, в 1813 году
- Принцесса Шарлотта Августа Уэльская, в 1817 году
- мертворождённый сын принцессы Шарлотты, в 1817 году
- Шарлотта Мекленбург-Стрелицкая, королева Великобритании, в 1818 году
- мертворождённая дочь Эрнста Августа, короля Ганновера, в 1818 году
- Георг III, король Великобритании, в 1820 году
- Принц Эдуард, герцог Кентский и Стратернский, в 1820 году
- Принц Альфред Великобританский (перезахоронение), в 1820 году
- Принц Октавий Великобританский (перезахоронение), в 1820 году
- Принцесса Елизавета Кларенс, в 1821 году
- Принц Фредерик, герцог Йоркский и Олбани, в 1827 году
- Георг IV, король Великобритании, в 1830 году
- Вильгельм IV, король Великобритании, в 1837 году
- Принцесса Августа София Великобританская, в 1840 году
- Аделаида Саксен-Мейнингенская, королева Великобритании, в 1849 году
- Принц Харальд Шлезвиг-Гольштейнский (сын принцессы Елены Великобританской)
- Георг V, король Ганновера, в 1878 году
- Принцесса Мария Аделаида Кембриджская, в 1897 году
- Франц, герцог Текский, в 1900 году
- Принцесса Фридерика Ганноверская, в 1926 году
- Принц Адольф Фредерик, герцог Кембриджский (перезахоронение), в 1930 году
- Принцесса Августа Гессен-Кассельская (перезахоронение), в 1930 году

У западного прохода
- Георг V, король Великобритании, в 1936 году
- Мария Текская, королева Великобритании, в 1953 году

Мемориальная часовня короля Георга VI
- Георг VI, король Великобритании, умер в 1952 году; был похоронен рядом с отцом, королём Георгом V; останки были перезахоронены 26 марта 1969 года после возведения мемориала[6]
- Принцесса Маргарет, графиня Сноудонская (прах), младшая сестра королевы Елизаветы II, в 2002 году
- Елизавета Боуз-Лайон, супруга короля Георга VI, королева Елизавета, мать королевы Елизаветы II и принцессы Маргарет, в 2002 году
- Филипп, герцог Эдинбургский, супруг королевы Елизаветы II, в 2022 году (17 апреля 2021 года был временно похоронен в Королевском склепе)
- Елизавета II, королева Великобритании, в 2022 году

Мемориальная капелла Альберта
- Баронесса Виктория фон Павел-Рамминген (дочь принцессы Фридерики Ганноверской), в 1881 году
- Принц Леопольд, герцог Олбани, в 1884 году
- Принц Альберт Виктор, герцог Кларенс, в 1892 году

Глостерская крипта

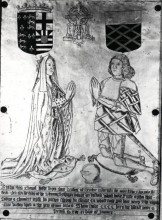
Мемориальная латунная табличка в часовне Селинджеров, посвящённая Анне Йоркской, герцогиня Эксетер (1439—1476) и её второму супругу Томасу Сент-Леджеру (ок. 1440—1483), основателю часовни

- Принц Уильям Генри, герцог Глостерский и Эдинбургский, в 1805 году
- Мария, герцогиня Глостерская и Эдинбургская, в 1807 году
- Принц Уильям Фредерик, герцог Глостерский и Эдинбургский, в 1834 году
- Принцесса София Глостерская, в 1844 году
- Принцесса Мария, герцогиня Глостерская и Эдинбургская, в 1857 году[7]

Другие
- Уильям Гастингс, 1-й барон Гастингс (1431—1483), аристократ и близкий друг короля Эдуарда IV; в северном приделе часовни Святого Георгия, напротив Эдуарда IV.
- Анна Сент-Леджер, баронесса де Рос (1476 — 21 мая 1526) и её супруг Джордж Мэннерс, 11-й барон де Рос (22 августа 1465 — 23 октября 1513) в частной Ратлендской часовне[8]
- Чарльз Брэндон, 1-й герцог Саффолк, в 1545 году
- Кристофер Вильерс, 1-й граф Англси (брат 1-го герцога Бекингем), в 1631 году
- Генри Сомерсет, 1-й герцог Бофорт (1629—1700) и его предки в частной часовне Бофортов; оригинальный памятник авторства Гринлинга Гиббонса был перенесён в церковь Святого Михаила и всех ангелов в Бадминтоне в 1878 году.
- Преподобный Пенистон Бут (1681—1765), декан Виндзора
- Дэджазмач Алемайеху, сын императора Эфиопии Теодроса II, 21 ноября 1879 года

## В литературе
- Wenceslaus Hollar. View and Ground Plan of St. George’s Chapel, Windsor ca. 1671.[9][10][11]
- John Henry Le Keux. St. George’s Chapel, Windsor. Ground Plan 1810. Engraved after a plan by F. Mackenzie, published in Britton’s Architectural antiquities of Great Britain, 1807. Copper-engraved antique plan.[12][13]